# Herpont
Herpont je francouzská obec v departementu Marne v regionu Grand Est. V roce 2015 zde žilo 134 obyvatel.

## Poloha obce
Sousední obce jsou: Auve, Dampierre-le-Château, Dommartin-Varimont, Poix, Rapsécourt, Moivre, Saint-Mard-sur-Auve, Somme-Vesle a Somme-Yèvre.

## Vývoj počtu obyvatel
Počet obyvatel